# No quiero estar sin ti
«No quiero estar sin ti» es una canción interpretada por la cantante y compositora colombiana Naela, incluida en su primer álbum de estudio Naela (2011). Fue lanzada como primer sencillo del disco en formato audio el 16 de febrero de 2010 cuando la artista contaba con 19 años edad. Musicalmente, es un tema de los géneros pop rock y teen pop.

## Formatos y remezclas
- Sencillo en CD

| «No Quiero Estar Sin Ti» — Sencillo |                            |          |  |
| N.º                                 | Título                     | Duración |  |
| 1.                                  | «No Quiero Estar Sin Ti»   | 3:18     |  |
| 2.                                  | «Sobrevivir» (Bonus Track) | 3:48     |  |

## Créditos y personal
- Naela: composición y voz
- Mauricio Rivera: composición
- Carlos Agüera: Producción